# 216 Kleopatra
För andra betydelser, se Kleopatra (olika betydelser).
216 Kleopatra eller A905 OA är en asteroid upptäckt 10 april 1880 av den österrikiske astronomen Johann Palisa i Pula, Kroatien. Asteroiden har fått sitt namn efter drottning Kleopatra VII av Egypten.
Kleopatra har en ovanlig form som kan jämföras med ett hundben. Dess form avslöjades med adaptiv optik vid ESOs 3,6-metersteleskop i La Silla. Radarobservationer med hjälp av Arecibo-observatoriet i Puerto Rico bekräftade denna form.

## Månar
Den 24 september 2008 rapporterades att man observerat två stycken månar som fått beteckningarna S/2008 (216) 1 och S/2008 (216) 2. År 2011 fick dessa månar namnen Alexhelios och Cleoselene.

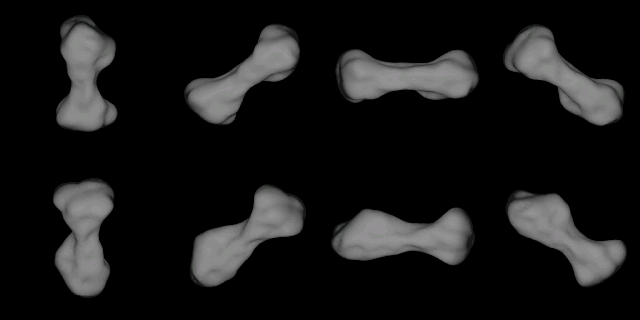
Montage av radarbilder av 216 Kleopatra från JPL/NASA